# Prirojena imunost
Prirojena (nespecifična ali naravna) imunost je tista imunost, ki je navzoča že ob rojstvu in pri kateri delujejo mehanizmi, ki preprečujejo vstop infekcijskim agensom v organizem, odstranjujejo tuje in potencialno škodljive makromolekule, mikroorganizme ali zajedavce in ne vključujejo imunskega odziva, ampak temeljijo na anatomskih in mehaničnih ovirah, nespecifičnih baktericidnih snoveh kot je npr. lizocim, na aktivaciji sistema komplementa, vnetni reakciji, fagocitozi, naravnih celicah ubijalkah, interferonih idr. Gre za filogenetsko najstarejše obrambne mehanizme organizma. Nima pa imunskega spomina in zato ne zagotavlja dolgotrajne imunosti.

## Anatomske pregrade
| Anatomska pregrada     | Dodatni obrambni mehanizmi                                                                            |
| ---------------------- | --- |
| Koža                   | znoj, luščenje, pordevanje, organske kisline                                                          |
| Prebavila              | peristaltika, želodčna kislina, žolčne kisline, prebavni encimi, tiocianat, defenzini, črevesna flora |
| Dihalne poti in pljuča | mukociliarno čiščenje, pljučna površinsko aktivna snov, defenzini                                     |
| Zgornje žrelo          | sluz, slina, lizocim                                                                                  |
| Oči                    | solze                                                                                                 |

Anatomske pregrade zagotavljajo obrambo s fizikalnimi, kemijskimi in biološkimi mehanizmi. Vrhnjično tkivo predstavlja fizikalno pregrado, ki je neprepustna za večino mikroorganizmov in predstavlja prvo obrambno linijo pred vdorom mikrobov. Luščenje (deskvamacija) kožnega epitelija prav tako pomaga pri odstranjevanju bakterij in drugih mikrobov, ki so se pričvrstili na površino kože. K neugodnemu mikrookolju kože za razrast mikroorganizmov pripomorejo tudi odsotnost krvnih žil v pokožnici in njena nezmožnost zadrževanja vlage ter prisotnost žlez lojnic v usnjici. Pri odstranjevanju mikroorganizmov iz prebavil pomaga peristaltika. Sluz, ki prekriva sluznice, ujame mikrobe ter tako pomaga k njihovi odstranitvi. Črevesna flora preprečuje razrast patogenih bakterij v črevesju, saj bakterije normalne črevesne flore tekmujejo s patogenimi mikroorganizmi za hranljive snovi in mesto za pričvrstitev na celični površini, hkrati pa izločajo tudi toksične snovi. Spiranje oči s solzami in ustne votline s slino pomaga pri preprečevanju okužb oči in ust. Epitelijske celice sluznic prebavil in dihal izločajo t. i. defenzine, 12 do 50 aminokislina|aminokislin dolge pozitivno nabite beljakovine, ki ubijajo patogene ali zavirajo njihovo rast. Delujejo na bakterije, viruse, glive in zajedavce.

## Vnetje
Vnetje je eden od prvih odgovorov organizma na okužbo ali draženje. Spodbudijo ga snovi, ki jih izločajo poškodovane celice. Zagotovi nastanek fizikalne pregrade, ki prepreči širitev okužbe, pomaga odstraniti patogene ter pospeši procese obnavljanja tkiva.
Proces akutnega vnetja sprožijo celice, ki so sicer normalno prisotne v vseh tkivih, zlasti makrofagi, dendritične celice, naravne celice ubijalke, Kupfferjeve celice in pitanke (tkivni bazofilci). Te celice imajo na svoji površini ali v sebi tako imenovane vzorce prepoznavne receptorje (PRR, angl. pattern recognition receptor), ki prepoznavajo molekule, ki so sorodne številnim patogenom, niso pa sorodne telesu lastim tkivom. Te molekule imenujejo tudi s s patogeni povezani molekulni vzorci (PAMP, angl. pathogen-associated molecular pattern). Če celica prirojenega imunskega sistema prepozna PAMP (prek vezave na receptor PRR), začne sproščati vnetne glasnike, snovi, ki so odgovorne za klinične znake vnetja.
Med kemijskimi snovmi, ki jih izločajo aktivirane celice pridobljene imunosti in ki delujejo kot vnetni glasniki, so histamin, bradikinin, serotonin, levkotrieni in prostaglandini. Senzitizirajo receptorje za bolečino, povzročijo lokalno vazodilatacijo, privabljajo fagocite, zlasti nevtrofilce. Nevtrofilci s sproščanjem svojih faktorjev aktovorajo nadaljnje dele imunskega sistema, saj privabljajo poleg dodatnih levkocitov tudi limfocite. Citokini, ki jih izločajo makrofagi in druge celice prirojenega imunskega sistema, vodijo vnetne procese. Med vnetne citokine spadajo TNF, HMGB1 in IL-1.
Vnetje na mestu vdora patogenov oziroma okvare tkiva sproži naslednje obrambne mehanizme:
- poveča se prekrvljenost tkiva,
- poveča se prepustnost kapilar, kar omogoči prehod makromolekul, kot so protitelesa in beljakovine komplementa) iz žil v tkivo,
- vnetni glasniki, kot že omenjeno, povzročijo aktiviranje in kopičenje obrambnih celic,
- obrambne celice izločajo laktat, ki zniža vrednost pH v prizadetem tkivu ter tako zavre rast bakterij.

## Sistem komplementa
Sistem oziroma sestav komplementa zajema biokemijsko kaskado imunskega sistema, v katero so vključene številne plazemske beljakovine, ki jih izdelujejo zlasti hepatociti. Ob aktivaciji komplemeta pride do privabljanja vnetnih celic, opsonizacije mikroorganizmov, neposrednega citoliznega učinka na celice mikrobov ter odstranjevanja nevtralizirajočih kompleksov antigen-protitelo.

## Celice prirojenega imunskega odziva
Za delovanje prirojenega imunskega sistema so ključne bele krvničke oziroma levkociti. Od večine drugih celic v organizmu se razlikujejo po tem, da niso značilne za določen organ ali tkivo, temveč so razprostranjene po vsem telesu in delujejo na nek način kot neodvisni enocelični organizmi. Potujejo po telesu ter odstranjujejo celični drobir, tuje delce in invazivne mikroorganizme. Za razliko od številnih drugih telesnih celic se tudi niso sposobne same podvojevati, temveč izvirajo iz multipotentnih krvotvornih matičnih celic, ki se nahajajo v kostnem mozgu.
V prirojeni imunski odziv se vpletajo naslednje vrste belih krvničk: naravne celice ubijalke, pitanke ali mastociti, eozinofilci, bazofilci ter fagociti, med katere spadajo makrofagi, nevtrofilci in dendritične celice. Pomembne so pri prepoznavanju in odstranjevanju patogenov, ki bi lahko sicer povzročili okužbo.

### Pitanke
Pitanke ali mastociti so vrsta belih krvničk prirojenega imunskega sistema, ki se nahajajo v vezivnih tkivih in sluznicah. Pomembne so pri celjenju ran in obrambi pred patogeni, hkrati pa so povezane tudi s preobčutljivostnimi reakcijami in anafilaksijo. Ob aktivaciji hitro sprostijo v svojo okolico iz značilnih zrnc histamin in heparin ter številne hormonske glasnike, kemokine ter kemotaktične citokine. Histamin povzroči dilatacijo (razširitev) krvnih žil ter posledično značilne znake vnetja ter privablja nevtrofilce in makrofage.

### Fagociti
Fagocit pomeni dobesedno »celica, ki žre«, saj požira tuje delce in mikrobe. Fagocit namreč ob stiku s tujim delcem ali patogenom le-tega zaobjame s svojo plazemska membrana|plazemsko membrano, tako da preide v znotrajcelični prostor v obliki endosoma. Endosom se v celici združi z lizosomom, slednji pa vsebuje kisline in encime, ki ubijejo in razgradijo fagocitiran mikroorganizem.  Fagociti v glavnem prežijo v telesu na patogene, odzivajo pa se tudi na skupino zelo specializiranih signalnih molekul, ki jih izločajo druge celice in se imenujejo citokini. Med fagocite uvrščamo makrofage, nevtrofilce in dendritične celice.
V telesu se kot del normalnega vzdrževanja in razvoja tkiv dogaja tudi fagocitoza telesu lastnih celic. Ko določena celica odmre, bodisi zaradi programirane celične smrti ali pa zaradi poškodbe, ki jo lahko na primer povzroči virusna ali bakterijska okužba, jo fagociti odstranijo. Zaradi odstranjevanja odmrlih celic, ki mu nato sledita rast in razvoj novih zdravih celic, je fagocitoza tudi pomemben proces celjenja poškodovanega tkiva.

### Bazofilci in eozinofilci
Bazofilci in eozinofilci so celice, sorodne nevtrofilcem. Ob srečanju s patogenom se aktivirajo. Ob aktivaciji bazofilci izločajo histamin ter so pomembni pri obrambi pred zajedavci ter odigrajo pomembno vlogo pri alergijskih boleznih, kot je astma. Eozinofilci pa bo aktivaciji sprostijo v okolico številne strupene beljakovine in proste radikale, ki so zelo učinkoviti pri ubijanju zajedavcev, lahko pa tudi poškodujejo tkivo, na primer ob alergijski reakciji. Aktivacija eozinofilcev je zato v telesu zelo nadzorovana, da ne pride do prekomernega delovanja in posledičnih poškodb tkiva.

### Naravne celice ubijalke
Naravne celice ubijalke se prav tako udeležujejo v delovanje prirojenega imunskega sistema, vendar ne napadajo mikrobov neposredno, temveč uničijo telesne celice, ki so okužene na primer z virusi ali pa rakavo spremenjene. »Oporečne« celice prepoznajo po tem, da na svoji površini izražajo nenormalno majhno število molekul poglavitnega kompleksa tkivne skladnosti.